# Renault 9

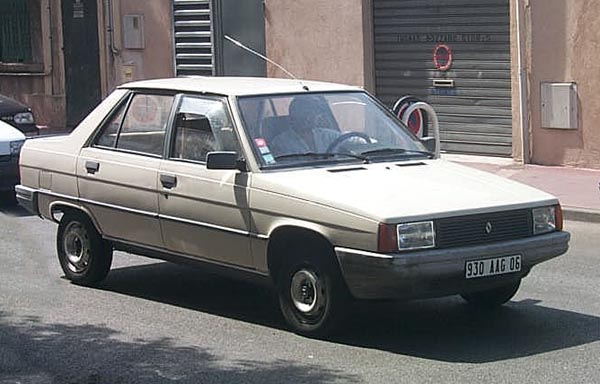
Renault 9.

Renault 9 är sedanmodellen av Renault 11. Den såldes på nordamerikanska marknaden som Renault Alliance.